# Вараклянський край
Варакля́нський кра́й (латис. Varakļānu novads) — адміністративно-територіальна одиниця Латвійської Республіки. Розташований у східній частині країни, в історичному регіоні Латгалія. Адміністративний центр — Варакляни. Створений 2009 року. Площа — 278 км². Населення — 2945 осіб (2021). До складу краю входять 1 місто і 2 волості.
При адміністративній реформі 2021 року не зазнав змін.

## Адміністративний поділ
- Місто Варакляни.
- 2 волості — Вараклянська та Мармустієнська.